# Persone di nome Lorenzo
| Questa pagina contiene informazioni ricavate automaticamente dalle voci biografiche con l'ausilio del template Bio e di un bot. L'aggiornamento è periodico e automatico e ricostruisce completamente la pagina. Se manca una persona in questa lista, sei pregato di non aggiungerla, ma accertati piuttosto che la sua voce biografica contenga il template Bio e che i dati anagrafici siano correttamente compilati. Se il template Bio manca, inseriscilo tu stesso o, in alternativa, metti l'avviso {{tmp\|Bio}} che ne segnala la mancanza. Se i dati riportati sono sbagliati, correggi direttamente la voce biografica; le modifiche saranno visibili in questa lista entro pochi giorni. Per chiarimenti vedi il progetto antroponimi. La lista contiene solo le 843 persone che sono citate nell'enciclopedia e per le quali è stato implementato correttamente il template Bio. Pagina aggiornata al 6 ago 2025. |

Questa è una lista di persone presenti nell'enciclopedia che hanno il nome Lorenzo, suddivise per attività principale.

## Abati(1)
- Lorenzo Berlese, abate e botanico italiano (Campomolino, n. 1784 - Campomolino, † 1863)

## Allenatori di calcio(15)
- Lorenzo Balestro, allenatore di calcio e ex calciatore italiano (Verona, n. 1954)
- Lorenzo Battaglia, allenatore di calcio e ex calciatore italiano (Bari, n. 1968)
- Lorenzo Bucchi, allenatore di calcio e ex calciatore italiano (Roma, n. 1983)
- Lorenzo D'Anna, allenatore di calcio e ex calciatore italiano (Oggiono, n. 1972)
- Lorenzo Frison, allenatore di calcio e ex calciatore italiano (Aosta, n. 1955)
- Lorenzo Mambrini, allenatore di calcio e ex calciatore italiano (Città di Castello, n. 1978)
- Lorenzo Morón, allenatore di calcio e ex calciatore spagnolo (Marbella, n. 1970)
- Lorenzo Mossini, allenatore di calcio e ex calciatore italiano (Poviglio, n. 1958)
- Lorenzo Paradiso, allenatore di calcio e calciatore italiano (Taranto, n. 1907 - Taranto, † 1994)
- Lorenzo Rubinacci, allenatore di calcio italiano (Pesaro, n. 1968)
- Lorenzo Scarafoni, allenatore di calcio e ex calciatore italiano (Ascoli Piceno, n. 1965)
- Lorenzo Sibilano, allenatore di calcio e ex calciatore italiano (Bari, n. 1978)
- Lorenzo Squizzi, allenatore di calcio e ex calciatore italiano (Domodossola, n. 1974)
- Lorenzo Staelens, allenatore di calcio e ex calciatore belga (Kortrijk, n. 1964)
- Lorenzo Tonelli, allenatore di calcio e ex calciatore italiano (Firenze, n. 1990)

## Allenatori di pallacanestro(1)
- Lorenzo Serventi, allenatore di pallacanestro italiano (Reggio Emilia, n. 1968)

## Allenatori di pallavolo(2)
- Lorenzo Bernardi, allenatore di pallavolo e ex pallavolista italiano (Trento, n. 1968)
- Lorenzo Micelli, allenatore di pallavolo italiano (Urbino, n. 1970)

## Allenatori di sci alpino(1)
- Lorenzo Galli, allenatore di sci alpino e ex sciatore alpino italiano (n. 1975)

## Alpinisti(2)
- Lorenzo Massarotto, alpinista italiano (Santa Giustina in Colle, n. 1950 - Valli del Pasubio, † 2005)
- Lorenzo Mazzoleni, alpinista italiano (Lecco, n. 1966 - K2, † 1996)

## Ambasciatori(1)
- Lorenzo Bernardo, ambasciatore italiano (Venezia, n. 1534 - Venezia, † 1592)

## Ammiragli(3)
- Lorenzo Gasparri, ammiraglio italiano (Napoli, n. 1894 - Napoli, † 1943)
- Lorenzo Marcello, ammiraglio e politico italiano (Venezia, n. 1603 - Stretto dei Dardanelli, † 1656)
- Lorenzo Renier, ammiraglio italiano (Venezia, n. 1604 - Venezia, † 1661)

## Anarchici(1)
- Lorenzo Orsetti, anarchico e antifascista italiano (Bagno a Ripoli, n. 1986 - Al-Baghuz Fawqani, † 2019)

## Anatomisti(1)
- Lorenzo Antonio Canuti, anatomista e medico italiano (n. 1727 - † 1767)

## Arbitri di calcio(5)
- Lorenzo Branzoni, ex arbitro di calcio italiano (Pavia, n. 1962)
- Lorenzo Illuzzi, ex arbitro di calcio italiano (Modugno, n. 1983)
- Lorenzo Maggioni, arbitro di calcio italiano (Merate, n. 1984)
- Lorenzo Martínez, arbitro di calcio argentino
- Renzo Righetti, arbitro di calcio e dirigente sportivo italiano (Moncalieri, n. 1930 - Torino, † 2013)

## Archeologi(1)
- Lorenzo Nigro, archeologo italiano (Roma, n. 1967)

## Architetti(13)
- Lorenzo Boschetti, architetto italiano
- Lorenzo Cassani, architetto italiano (Pavia, n. 1687 - Milano, † 1767)
- Lorenzo Chiaraviglio, architetto italiano (Roma, n. 1910 - Roma, † 1973)
- Lorenzo Doveri, architetto italiano (Pisa, n. 1799 - Siena, † 1866)
- Lorenzo Gafà, architetto maltese (Vittoriosa, n. 1638 - † 1704)
- Lorenzo Binago, architetto italiano (Milano, n. 1554 - Milano, † 1629)
- Lorenzo Nottolini, architetto e ingegnere italiano (Segromigno, n. 1787 - Lucca, † 1851)
- Lorenzo Bernardino Pinto, architetto italiano (Bianzè, n. 1704 - Torino, † 1788)
- Lorenzo Porciatti, architetto, restauratore e urbanista italiano (Cana, n. 1864 - Grosseto, † 1928)
- Lorenzo Pozzolini, architetto italiano (Firenze)
- Lorenzo Vázquez, architetto spagnolo (Segovia)
- Lorenzo da Bologna, architetto e ingegnere italiano
- Lorenzo della Volpaia, architetto, matematico e orologiaio italiano (n. 1446 - † 1512)

## Archivisti(1)
- Lorenzo Bellini, archivista italiano (Castel Goffredo, n. 1841 - Mantova, † 1911)

## Arcivescovi(3)
- Lorenzo I di Milano, arcivescovo e santo italiano (Milano)
- Lorenzo II di Milano, arcivescovo italiano (Milano - Genova, † 592)
- Lorenzo d'Amalfi, arcivescovo e scrittore italiano (Roma)

## Arcivescovi cattolici(12)
- Lorenzo Maria Balconi, arcivescovo cattolico, missionario e scrittore italiano (Milano, n. 1878 - Milano, † 1969)
- Angelo Bartolomasi, arcivescovo cattolico e militare italiano (Pianezza, n. 1869 - Pianezza, † 1959)
- Lorenzo Gambacorta, arcivescovo cattolico italiano (Pisa - Treviso, † 1409)
- Lorenzo Gargiulo, arcivescovo cattolico italiano (Torre Annunziata, n. 1904 - Gaeta, † 1974)
- Lorenzo Gastaldi, arcivescovo cattolico italiano (Torino, n. 1815 - Torino, † 1883)
- Lorenzo Ghizzoni, arcivescovo cattolico italiano (Campagnola Emilia, n. 1955)
- Lorenzo di Strigonio, arcivescovo cattolico ungherese
- Lorenzo O'Toole, arcivescovo cattolico e santo irlandese (Castledermot, n. 1128 - Eu, † 1180)
- Lorenzo Piretto, arcivescovo cattolico e giornalista italiano (Mazzè, n. 1942)
- Lorenzo Trotti, arcivescovo cattolico italiano (Alessandria, n. 1633 - Roma, † 1700)
- Lorenzo Vitturi, arcivescovo cattolico italiano (n. 1543 - Roma, † 1597)
- Lorenzo Voltolini Esti, arcivescovo cattolico italiano (Poncarale, n. 1948)

## Artigiani(1)
- Lorenzo Batecin, artigiano italiano

## Artisti(4)
- Lorenzo Bonechi, artista italiano (Figline Valdarno, n. 1955 - Figline Valdarno, † 1994)
- Lorenzo Ceccato, artista italiano (Venezia - Venezia, † 1631)
- Lorenzo Gigli, artista, pittore e incisore italiano (Recanati, n. 1896 - San Fernando, † 1983)
- Lorenzo Puglisi, artista e pittore italiano (Biella, n. 1971)

## Astrologi(1)
- Lorenzo Bonincontri, astrologo, umanista e storico italiano (San Miniato, n. 1410 - Roma, † 1491)

## Astronomi(1)
- Lorenzo Respighi, astronomo italiano (Cortemaggiore, n. 1824 - Roma, † 1889)

## Atleti paralimpici(2)
- Lorenzo Ricci, ex atleta paralimpico italiano (Sarzana, n. 1971)
- Lorenzo Tonetto, atleta paralimpico italiano (Genova, n. 1974)

## Attori(26)
- Lorenzo Acquaviva, attore e produttore teatrale italiano (Trieste, n. 1968)
- Lorenzo Alessandri, attore italiano (Roma, n. 1948)
- Lorenzo Artale, attore, regista e direttore del doppiaggio italiano (Avola, n. 1931 - Roma, † 2002)
- Lorenzo Balducci, attore italiano (Roma, n. 1982)
- Lorenzo Branchetti, attore e conduttore televisivo italiano (Prato, n. 1981)
- Lorenzo Cervasio, attore italiano (Milano, n. 1991)
- Lorenzo Ciompi, attore italiano (Firenze, n. 1963)
- Lorenzo Crespi, attore italiano (Messina, n. 1971)
- Lorenzo De Angelis, attore, doppiatore e direttore del doppiaggio italiano (Roma, n. 1984)
- Lorenzo Federici, attore italiano (Roma, n. 1994)
- Lorenzo Flaherty, attore italiano (Roma, n. 1967)
- Lorenzo Gioielli, attore, regista e scrittore italiano (Roma, n. 1961)
- Lorenzo James Henrie, attore statunitense (Phoenix, n. 1993)
- Lorenzo Lamas, attore, artista marziale e produttore cinematografico statunitense (Santa Monica, n. 1958)
- Lorenzo Lavia, attore italiano (Roma, n. 1972)
- Lorenzo Lefèbvre, attore francese (Milano, n. 1993)
- Lorenzo Majnoni, attore italiano (Roma, n. 1962)
- Renzo Palmer, attore, doppiatore e conduttore televisivo italiano (Milano, n. 1930 - Milano, † 1988)
- Lorenzo Patanè, attore italiano (Catania, n. 1976)
- Lorenzo Pedrotti, attore italiano (Voghera, n. 1986)
- Lorenzo Piani, attore italiano (Monfalcone, n. 1944)
- Lorenzo Renzi, attore italiano (Feltre, n. 1977)
- Lorenzo Richelmy, attore italiano (La Spezia, n. 1990)
- Lorenzo Robledo, attore spagnolo (Madrid, n. 1921 - Madrid, † 2006)
- Lorenzo Vavassori, attore italiano (Torino, n. 1995)
- Lorenzo Zurzolo, attore italiano (Roma, n. 2000)

## Attori teatrali(2)
- Lorenzo degl'Innocenti, attore teatrale italiano (Firenze, n. 1971)
- Lorenzo Loris, attore teatrale, drammaturgo e regista teatrale italiano (Milano, n. 1957)

## Autori televisivi(2)
- Lorenzo Beccati, autore televisivo e scrittore italiano (Formignana, n. 1955)
- Lorenzo Castellano, autore televisivo, sceneggiatore e regista italiano (Roma, n. 1963 - Roma, † 2022)

## Avvocati(3)
- Lorenzo Acquarone, avvocato, giurista e politico italiano (Ventimiglia, n. 1931 - Genova, † 2020)
- Lorenzo Leony, avvocato e politico italiano (Todi, n. 1824)
- Lorenzo Tiepolo, avvocato e politico italiano (Venezia, n. 1845 - Belluno, † 1913)

## Banchieri(3)
- Lorenzo il Vecchio, banchiere italiano (Firenze, n. 1394 - Careggi, † 1440)
- Lorenzo il Popolano, banchiere, politico e ambasciatore italiano (Firenze, n. 1463 - Firenze, † 1503)
- Lorenzo de Tonti, banchiere italiano

## Baritoni(1)
- Lorenzo Saccomani, baritono italiano (Milano, n. 1938 - Milano, † 2023)

## Bassi(1)
- Lorenzo Regazzo, basso e baritono italiano (Venezia, n. 1962)

## Bibliotecari(1)
- Lorenzo Bevilacqua, bibliotecario italiano (Macerata Feltria)

## Biologi(1)
- Lorenzo Camerano, biologo, entomologo e erpetologo italiano (Biella, n. 1856 - Torino, † 1917)

## Bobbisti(1)
- Lorenzo Bilotti, bobbista e velocista italiano (Faenza, n. 1994)

## Botanici(1)
- Lorenzo Rota, botanico, medico e naturalista italiano (Carenno, n. 1818 - Bergamo, † 1855)

## Briganti(1)
- Lorenzo Benincasa, brigante italiano (Sambiase, n. 1777 - Sant'Eufemia Lamezia, † 1810)

## Canoisti(2)
- Lorenzo Cantarello, canoista e dirigente sportivo italiano (Padova, n. 1932 - Teolo, † 2013)
- Lorenzo Zeni, ex canoista italiano (Sesto Calende, n. 1993)

## Canottieri(4)
- Lorenzo Bernard, canottiere e paraciclista italiano (Susa, n. 1997)
- Lorenzo Bertini, canottiere italiano (Pontedera, n. 1976)
- Lorenzo Carboncini, canottiere italiano (Empoli, n. 1976)
- Lorenzo Fontana, canottiere italiano (n. 1996)

## Cantanti(2)
- Lorenzo Pilat, cantante e compositore italiano (Trieste, n. 1938)
- Riz Samaritano, cantante e paroliere italiano (Torino, n. 1937)

## Cantastorie(1)
- Lorenzo De Antiquis, cantastorie italiano (Savignano sul Rubicone, n. 1909 - Dovadola, † 1999)

## Cantautori(9)
- Lorenzo Baglioni, cantautore e comico italiano (Grosseto, n. 1986)
- Lorenzo Campani, cantautore italiano (Reggio Emilia, n. 1973)
- Jovanotti, cantautore, rapper e disc jockey italiano (Roma, n. 1966)
- Il Cile, cantautore e chitarrista italiano (Arezzo, n. 1981)
- Lorenzo Fragola, cantautore italiano (Catania, n. 1995)
- Lorenzo Kruger, cantautore italiano (Riccione, n. 1977)
- Lorenzo Piani, cantautore italiano (Giulianova, n. 1955 - Rimini, † 2016)
- Colapesce, cantautore, polistrumentista e produttore discografico italiano (Solarino, n. 1983)
- Lorenzo Zecchino, cantautore italiano (Ariano Irpino, n. 1963)

## Cardinali(24)
- Lorenzo Altieri, cardinale italiano (Roma, n. 1671 - Roma, † 1741)
- Lorenzo Antonetti, cardinale e arcivescovo cattolico italiano (Romagnano Sesia, n. 1922 - Novara, † 2013)
- Lorenzo Baldisseri, cardinale e arcivescovo cattolico italiano (Barga, n. 1940)
- Lorenzo Barili, cardinale italiano (Ancona, n. 1801 - Roma, † 1875)
- Lorenzo Bianchetti, cardinale italiano (Bologna, n. 1545 - Roma, † 1612)
- Lorenzo Prospero Bottini, cardinale italiano (Lucca, n. 1737 - Roma, † 1818)
- Lorenzo Brancati, cardinale e teologo italiano (Lauria, n. 1612 - Roma, † 1693)
- Lorenzo Caleppi, cardinale e diplomatico italiano (Cervia, n. 1741 - Rio de Janeiro, † 1817)
- Lorenzo Campeggi, cardinale, vescovo cattolico e diplomatico italiano (Milano, n. 1474 - Roma, † 1539)
- Lorenzo Casoni, cardinale e arcivescovo cattolico italiano (Sarzana, n. 1645 - Roma, † 1720)
- Lorenzo Cozza, cardinale italiano (San Lorenzo alle Grotte, n. 1654 - Roma, † 1729)
- Lorenzo Cybo de Mari, cardinale e arcivescovo cattolico italiano (Genova - Roma, † 1503)
- Lorenzo Maria Fieschi, cardinale e arcivescovo cattolico italiano (Genova, n. 1642 - Genova, † 1726)
- Lorenzo Imperiali, cardinale italiano (Genova, n. 1612 - Roma, † 1673)
- Lorenzo Lauri, cardinale e arcivescovo cattolico italiano (Roma, n. 1864 - Roma, † 1941)
- Lorenzo Litta, cardinale italiano (Milano, n. 1756 - Monteflavio, † 1820)
- Lorenzo Magalotti, cardinale e vescovo cattolico italiano (Firenze, n. 1584 - Ferrara, † 1637)
- Lorenzo Girolamo Mattei, cardinale, patriarca cattolico e nobile italiano (Roma, n. 1748 - Roma, † 1833)
- Lorenzo Nina, cardinale italiano (Recanati, n. 1812 - Roma, † 1885)
- Lorenzo Pucci, cardinale e vescovo cattolico italiano (Firenze, n. 1458 - Roma, † 1531)
- Lorenzo Raggi, cardinale e vescovo cattolico italiano (Genova, n. 1615 - Ravenna, † 1687)
- Lorenzo Ilarione Randi, cardinale italiano (Bagnacavallo, n. 1818 - Roma, † 1887)
- Lorenzo Simonetti, cardinale italiano (Roma, n. 1789 - Roma, † 1855)
- Lorenzo Strozzi, cardinale, arcivescovo cattolico e abate italiano (Firenze, n. 1523 - Avignone, † 1571)

## Cavalieri(1)
- Lorenzo De Luca, cavaliere italiano (Lecce, n. 1987)

## Ceramisti(1)
- Lorenzo di Piero Sartori, ceramista italiano (n. 1466)

## Cestisti(27)
- Lorenzo Alberti, cestista italiano (Milano, n. 1970 - Milano, † 2007)
- Lorenzo Alocén, cestista spagnolo (Saragozza, n. 1937 - Barcellona, † 2022)
- Lorenzo Ambrosin, cestista italiano (Motta di Livenza, n. 1997)
- Lorenzo Bettarini, ex cestista e allenatore di pallacanestro italiano (Udine, n. 1956)
- Lorenzo Brown, cestista statunitense (Rockford, n. 1990)
- Lorenzo Bucarelli, cestista italiano (Firenze, n. 1998)
- Lorenzo Caroti, cestista italiano (Cecina, n. 1997)
- Lorenzo Carraro, ex cestista italiano (La Spezia, n. 1953)
- Lorenzo Charles, cestista e allenatore di pallacanestro statunitense (Brooklyn, n. 1963 - Raleigh, † 2011)
- Lorenzo Coleman, cestista statunitense (Newburgh, n. 1975 - Atlanta, † 2013)
- Lorenzo D'Ercole, ex cestista italiano (Pistoia, n. 1988)
- Lorenzo Deri, cestista italiano (Bologna, n. 2001)
- Lorenzo Di Marcantonio, ex cestista italiano (Roma, n. 1978)
- Lorenzo Gergati, ex cestista italiano (Varese, n. 1984)
- Lorenzo Giancaterino, ex cestista belga (Mons, n. 1990)
- Lorenzo Gordon, ex cestista statunitense (St. Louis, n. 1983)
- Lorenzo Mata, ex cestista statunitense (Huntington Park, n. 1986)
- Lorenzo Molinaro, cestista italiano (San Daniele del Friuli, n. 1992)
- Lorenzo Panzini, cestista italiano (Ancona, n. 1990)
- Lorenzo Penna, cestista italiano (Bentivoglio, n. 1998)
- Lorenzo Piccin, cestista italiano (Conegliano, n. 2002)
- Lorenzo Querci, cestista italiano (Prato, n. 2001)
- Lorenzo Romar, ex cestista e allenatore di pallacanestro statunitense (South Gate, n. 1958)
- Lorenzo Saccaggi, cestista italiano (Massa, n. 1992)
- Lorenzo Uglietti, cestista italiano (Torino, n. 1994)
- Lorenzo Williams, ex cestista statunitense (Ocala, n. 1969)
- Lorenzo Williams, ex cestista statunitense (Killeen, n. 1984)

## Chirurghi(1)
- Lorenzo Nannoni, chirurgo italiano (Firenze, n. 1749 - Firenze, † 1812)

## Chitarristi(2)
- Lorenzo Frizzera, chitarrista italiano (Rovereto, n. 1972)
- Lorenzo Petrocca, chitarrista e compositore italiano (Crotone, n. 1964)

## Ciclisti su strada(8)
- Lorenzo Alaimo, ex ciclista su strada italiano (Hensies, n. 1952)
- Lorenzo Bernucci, ex ciclista su strada italiano (Sarzana, n. 1979)
- Lorenzo Bosisio, ex ciclista su strada e pistard italiano (Marmirolo, n. 1944)
- Lorenzo Fortunato, ciclista su strada italiano (Bologna, n. 1996)
- Lorenzo Germani, ciclista su strada italiano (Sora, n. 2002)
- Lorenzo Milesi, ciclista su strada italiano (San Giovanni Bianco, n. 2002)
- Lorenzo Quartucci, ciclista su strada italiano (Sansepolcro, n. 1999)
- Lorenzo Rota, ciclista su strada italiano (Bergamo, n. 1995)

## Clarinettisti(1)
- Lorenzo Tio, clarinettista, oboista e sassofonista statunitense (New Orleans, n. 1893 - New York, † 1933)

## Compositori(15)
- Lorenzo Allegri, compositore e liutista italiano (Firenze, n. 1567 - Firenze, † 1648)
- Lorenzo Baini, compositore italiano (Roma, n. 1740 - Rieti, † 1814)
- Lorenzo Bianchi Hoesch, compositore italiano (Milano, n. 1973)
- Lorenzo Brunelli, compositore italiano (Bagnoregio, n. 1588 - † 1648)
- Lorenzo De Castro, compositore italiano (n. 1677 - † 1764)
- Lorenzo Fago, compositore e organista italiano (Napoli, n. 1704 - Napoli, † 1793)
- Lorenzo Ferrero, compositore e librettista italiano (Torino, n. 1951)
- Lorenzo Gibelli, compositore italiano (Bologna, n. 1718 - Bologna, † 1812)
- Lorenzo Herrera, compositore venezuelano (Caracas, n. 1896 - Caracas, † 1960)
- Lorenzo Hierrezuelo, compositore, cantante e chitarrista cubano (El Caney, n. 1907 - L'Avana, † 1993)
- Lorenzo da Firenze, compositore italiano
- Lorenzo Parodi, compositore e critico musicale italiano (Genova, n. 1856 - † 1926)
- Lorenzo Penna, compositore e teorico musicale italiano (Bologna, n. 1613 - Bologna, † 1693)
- Lorenzo Ratti, compositore e organista italiano (Perugia - Loreto, † 1630)
- Lorenzo Gaetano Zavateri, compositore e violinista italiano (Bologna, n. 1690 - Bologna, † 1765)

## Condottieri(1)
- Lorenzo Carnesecchi, condottiero italiano (n. 1482)

## Conduttori radiofonici(1)
- Lorenzo Scoles, conduttore radiofonico, conduttore televisivo e autore televisivo italiano (Padova, n. 1971)

## Coreografi(1)
- Lorenzo Papanti, coreografo italiano (n. 1799 - † 1873)

## Critici cinematografici(1)
- Lorenzo Quaglietti, critico cinematografico e saggista italiano (Ovada, n. 1922 - Roma, † 1989)

## Critici letterari(2)
- Lorenzo Mondo, critico letterario, scrittore e giornalista italiano (Torino, n. 1931 - Torino, † 2022)
- Lorenzo Trincheri, critico letterario, filosofo e saggista italiano (Pieve di Teco, n. 1768 - Parigi, † 1846)

## Critici musicali(1)
- Lorenzo Arruga, critico musicale, critico teatrale e compositore italiano (Milano, n. 1937 - Milano, † 2020)

## Designer(1)
- Lorenzo Ramaciotti, designer italiano (Modena, n. 1948)

## Diplomatici(1)
- Lorenzo Suárez de Figueroa y Córdoba, diplomatico spagnolo (Malines, n. 1559 - Napoli, † 1607)

## Direttori d'orchestra(3)
- Lorenzo Molajoli, direttore d'orchestra italiano (Roma, n. 1868 - Milano, † 1939)
- Lorenzo Palomo, direttore d'orchestra, compositore e pianista spagnolo (Ciudad Real, n. 1938 - Madrid, † 2024)
- Lorenzo Viotti, direttore d'orchestra svizzero (Losanna, n. 1990)

## Direttori di coro(1)
- Lorenzo Donati, direttore di coro e compositore italiano (Arezzo, n. 1972)

## Dirigenti d'azienda(2)
- Lorenzo Casini, manager, funzionario e giurista italiano (Roma, n. 1976)
- Lorenzo Pasteris, dirigente d'azienda italiano (Lamporo, n. 1877 - Porto Ceresio, † 1944)

## Dirigenti sportivi(6)
- Lorenzo Amoruso, dirigente sportivo e ex calciatore italiano (Bari, n. 1971)
- Lorenzo Ariaudo, dirigente sportivo e ex calciatore italiano (Torino, n. 1989)
- Lorenzo Barlassina, dirigente sportivo, allenatore di calcio e ex calciatore italiano (Limbiate, n. 1948)
- Lorenzo Di Silvestro, dirigente sportivo e ex ciclista su strada italiano (Como, n. 1970)
- Palmiro Masciarelli, dirigente sportivo e ex ciclista su strada italiano (Pescara, n. 1953)
- Lorenzo Minotti, dirigente sportivo e ex calciatore italiano (Cesena, n. 1967)

## Dogi(4)
- Lorenzo Centurione, doge (Genova, n. 1645 - Genova, † 1735)
- Lorenzo De Mari, doge (Genova, n. 1685 - Genova, † 1772)
- Lorenzo Priuli, doge (Venezia, n. 1489 - Venezia, † 1559)
- Lorenzo Sauli, doge (Genova, n. 1535 - Genova, † 1601)

## Doppiatori(3)
- Lorenzo Macrì, doppiatore e direttore del doppiaggio italiano (Aosta, n. 1950)
- Lorenzo Music, doppiatore, sceneggiatore e attore statunitense (Brooklyn, n. 1937 - Los Angeles, † 2001)
- Lorenzo Scattorin, doppiatore e direttore del doppiaggio italiano (Milano, n. 1971)

## Economisti(4)
- Lorenzo Bini Smaghi, economista italiano (Firenze, n. 1956)
- Lorenzo Fioramonti, economista e politico italiano (Roma, n. 1977)
- Lorenzo Molossi, economista e geografo italiano (Pontremoli, n. 1795 - Parma, † 1880)
- Lorenzo Sacconi, economista e filosofo italiano (Milano, n. 1956)

## Editori(1)
- Lorenzo della Vaccheria, editore e incisore italiano

## Fantini(2)
- Lorenzo Franci, fantino italiano (Dofana, n. 1858)
- Lorenzo Provvedi, fantino italiano (Gaiole in Chianti, n. 1911 - Pontignano, † 1991)

## Filologi(1)
- Lorenzo Arnone Sipari, filologo e storico italiano (Roma, n. 1973)

## Filosofi(5)
- Lorenzo Bernini, filosofo italiano (Montevarchi, n. 1973)
- Lorenzo Bolano, filosofo, medico e archeologo italiano (Catania, n. 1540 - Catania)
- Lorenzo Giusso, filosofo italiano (Napoli, n. 1899 - Roma, † 1957)
- Lorenzo Infantino, filosofo e sociologo italiano (Gioia Tauro, n. 1948 - Roma, † 2025)
- Lorenzo Magnani, filosofo italiano (Sannazzaro de' Burgondi, n. 1952)

## Fisici(3)
- Amedeo Avogadro, fisico e chimico italiano (Torino, n. 1776 - Torino, † 1856)
- Lorenzo Enriques, fisico e editore italiano (Trieste, n. 1939)
- Lorenzo Foà, fisico italiano (Firenze, n. 1937 - San Giuliano Terme, † 2014)

## Fotografi(4)
- Lorenzo Cicconi Massi, fotografo e regista italiano (Senigallia, n. 1966)
- Lorenzo Adolfo Denci, fotografo italiano (Pitigliano, n. 1881 - Pitigliano, † 1944)
- Lorenzo Suscipj, fotografo italiano (Roma, n. 1802 - † 1855)
- Lorenzo Tugnoli, fotografo italiano (Lugo, n. 1979)

## Fumettisti(4)
- Lorenzo Bartoli, fumettista, romanziere e sceneggiatore italiano (Roma, n. 1966 - † 2014)
- Lorenzo Chiavini, fumettista italiano (n. 1968)
- Lorenzo Mattotti, fumettista, illustratore e regista italiano (Brescia, n. 1954)
- Lorenzo Pastrovicchio, fumettista italiano (Trieste, n. 1971)

## Funzionari(1)
- Lorenzo Tottoli, prefetto e politico italiano (Prestine, n. 1842 - Prestine, † 1928)

## Genealogisti(1)
- Lorenzo Caratti di Valfrei, genealogista e araldista italiano (Sassari, n. 1930 - Milano, † 2007)

## Generali(6)
- Lorenzo Barco, generale italiano (Casal Cermelli, n. 1866 - Canelli, † 1952)
- Lorenzo Bonazzi, generale e politico italiano (Pescia, n. 1848 - Roma, † 1925)
- Lorenzo D'Addario, generale italiano (Firenze, n. 1964)
- Lorenzo Dalmazzo, generale italiano (Torino, n. 1886 - Torino, † 1959)
- Lorenzo Valditara, generale italiano (Novara, n. 1921 - Udine, † 2014)
- Lorenzo Vivalda, generale italiano (Alba, n. 1890 - Ronciglione, † 1945)

## Geologi(1)
- Lorenzo Pareto, geologo italiano (Genova, n. 1800 - Genova, † 1865)

## Gesuiti(3)
- Lorenzo Barotti, gesuita, scrittore e poeta italiano (Ferrara, n. 1724 - Ferrara, † 1801)
- Lorenzo Hervás y Panduro, gesuita, linguista e filologo spagnolo (Horcajo de Santiago, n. 1735 - Roma, † 1809)
- Lorenzo Ricci, gesuita e teologo italiano (Firenze, n. 1703 - Roma, † 1775)

## Ginnasti(3)
- Lorenzo Casali, ginnasta italiano (Hanoi, n. 2002)
- Lorenzo Mangiante, ginnasta italiano (Brescia, n. 1891 - Curitiba, † 1936)
- Lorenzo Pisano, ginnasta italiano (Torino, n. 1995)

## Giocatori di baseball(2)
- Lorenzo Avagnina, ex giocatore di baseball italiano (Fossano, n. 1980)
- Lorenzo Cain, giocatore di baseball statunitense (Valdosta, n. 1986)

## Giocatori di bridge(1)
- Lorenzo Lauria, giocatore di bridge italiano (Roma, n. 1947)

## Giocatori di curling(1)
- Lorenzo Olivieri, ex giocatore di curling italiano (Pieve di Cadore, n. 1987)

## Giocatori di football americano(11)
- Lorenzo Alexander, ex giocatore di football americano statunitense (Oakland, n. 1983)
- Lorenzo Dalle Piagge, giocatore di football americano italiano (Pisa, n. 1993)
- Lorenzo Doss, giocatore di football americano statunitense (New Orleans, n. 1994)
- Lorenzo Hampton, ex giocatore di football americano statunitense (Lake Wales, n. 1962)
- Levon Kirkland, ex giocatore di football americano statunitense (Lamar, n. 1969)
- Lorenzo Mauldin, giocatore di football americano statunitense (Atlanta, n. 1992)
- Lorenzo Melchiorre, giocatore di football americano statunitense (East Stroudsburg)
- Lorenzo Neal, ex giocatore di football americano statunitense (Hanford, n. 1970)
- Lorenzo Taliaferro, giocatore di football americano statunitense (Yorktown, n. 1991 - Williamsburg, † 2020)
- Lorenzo Vezzoli, giocatore di football americano italiano (n. 1991)
- Lorenzo White, ex giocatore di football americano statunitense (Hollywood, n. 1966)

## Giornalisti(11)
- Lorenzo Dallari, giornalista e scrittore italiano (Modena, n. 1958)
- Lorenzo Del Boca, giornalista e saggista italiano (Romagnano Sesia, n. 1951)
- Lorenzo Focolari, giornalista e politico italiano (Roma, n. 1918 - Pozzaglia Sabina, † 2004)
- Lorenzo Gigli, giornalista, critico letterario e traduttore italiano (Brescia, n. 1889 - Torino, † 1971)
- Lorenzo Gigliotti, giornalista, scrittore e regista italiano (Salerno, n. 1958)
- Lorenzo Guadagnucci, giornalista italiano (Pescia, n. 1963)
- Lorenzo Milá, giornalista spagnolo (Esplugues de Llobregat, n. 1960)
- Lorenzo Montersoli, giornalista e conduttore televisivo italiano (Firenze, n. 1968)
- Lorenzo Pinna, giornalista e divulgatore scientifico italiano (Firenze, n. 1950)
- Lorenzo Soria, giornalista e dirigente d'azienda italiano (Buenos Aires, n. 1951 - Los Angeles, † 2020)
- Lorenzo di Las Plassas, giornalista e conduttore televisivo italiano (Roma, n. 1965)

## Giuristi(2)
- Lorenzo Ridolfi, giurista, politico e diplomatico italiano (Firenze, n. 1362 - Firenze, † 1443)
- Lorenzo d'Avack, giurista italiano (Roma, n. 1943)

## Golfisti(1)
- Lorenzo Gagli, golfista italiano (Firenze, n. 1985)

## Hockeisti su ghiaccio(2)
- Lorenzo Casetti, hockeista su ghiaccio italiano (Trento, n. 1993)
- Lorenzo Croce, ex hockeista su ghiaccio svizzero (Faido, n. 1983)

## Hockeisti su pista(1)
- Lorenzo Giovannetti, hockeista su pista italiano (Pietrasanta, n. 1997)

## Illustratori(2)
- Lorenzo Ceccotti, illustratore, fumettista e musicista italiano (Roma, n. 1978)
- Lorenzo De Pretto, illustratore, fumettista e regista italiano (Piovene Rocchette, n. 1966)

## Imprenditori(5)
- Renzo Barbera, imprenditore e dirigente sportivo italiano (Palermo, n. 1920 - Palermo, † 2002)
- Lorenzo Cobianchi, imprenditore e politico italiano (Intra, n. 1805 - Intra, † 1881)
- Lorenzo Sanz, imprenditore e dirigente sportivo spagnolo (Madrid, n. 1943 - Madrid, † 2020)
- Lorenzo Sassoli de Bianchi, imprenditore, scrittore e critico d'arte italiano (Parigi, n. 1952)
- Lorenzo Suraci, imprenditore e produttore discografico italiano (Vibo Valentia, n. 1952)

## Ingegneri(6)
- Lorenzo Allievi, ingegnere italiano (Milano, n. 1856 - Roma, † 1941)
- Lorenzo Basso, ingegnere e architetto italiano (Genova, n. 1880 - Genova, † 1940)
- Lorenzo Maddem, ingegnere italiano (Acireale, n. 1801 - Catania, † 1891)
- Lorenzo Poggi, ingegnere e fisico italiano (Lanciano, n. 1905 - Pisa, † 1978)
- Lorenzo Revojera, ingegnere, alpinista e saggista italiano (Milano, n. 1930 - Milano, † 2022)
- Lorenzo Ruggiano, ingegnere italiano

## Intagliatori(1)
- Lorenzo Donati, intagliatore e architetto italiano (Siena)

## Intarsiatori(1)
- Lorenzo Canozi, intarsiatore, tipografo e pittore italiano (Lendinara, n. 1425 - Padova, † 1477)

## Lessicografi(1)
- Lorenzo Franciosini, lessicografo e grammatico italiano (Castelfiorentino)

## Letterati(3)
- Lorenzo Bartolini, letterato italiano
- Lorenzo Giustiniani, letterato italiano (Napoli, n. 1761 - Napoli, † 1824)
- Lorenzo Panciatichi, letterato italiano (Firenze, n. 1635 - Firenze, † 1676)

## Linguisti(3)
- Lorenzo Minio-Paluello, linguista, filologo e traduttore italiano (Belluno, n. 1907 - Oxford, † 1986)
- Lorenzo Renzi, linguista e filologo italiano (Vicenza, n. 1939)
- Lorenzo Tomasin, linguista e filologo italiano (Venezia, n. 1975)

## Liutai(2)
- Lorenzo Bellafontana, liutaio italiano (Genova, n. 1906 - San Michele Mondovì, † 1979)
- Lorenzo Guadagnini, liutaio italiano (Cerignale, n. 1685 - Piacenza, † 1746)

## Lottatori(1)
- Lorenzo Calafiore, lottatore italiano (Reggio Calabria, n. 1935 - Moncalieri, † 2011)

## Mafiosi(2)
- Lorenzo Mannino, mafioso statunitense (New York, n. 1959)
- Lorenzo Nuvoletta, mafioso italiano (Marano di Napoli, n. 1931 - Marano di Napoli, † 1994)

## Magistrati(4)
- Lorenzo Corboli, magistrato italiano (Montevarchi - Firenze)
- Lorenzo Eula, magistrato e politico italiano (Villanova Mondovì, n. 1824 - Resina, † 1893)
- Lorenzo Nelli, magistrato, giurista e politico italiano (Campiglia Marittima, n. 1809 - Firenze, † 1878)
- Lorenzo Picolet, magistrato e politico italiano (La Rochette, n. 1790)

## Marciatori(1)
- Lorenzo Civallero, marciatore italiano (Saluzzo, n. 1975)

## Martellisti(1)
- Lorenzo Povegliano, ex martellista italiano (Palmanova, n. 1984)

## Matematici(4)
- Lorenzo Fazzini, matematico, fisico e filosofo italiano (Vieste, n. 1787 - Napoli, † 1837)
- Lorenzo Forestani, matematico italiano (n. 1585)
- Lorenzo Lorenzini, matematico italiano (Firenze, n. 1652 - Firenze, † 1721)
- Lorenzo Mascheroni, matematico e letterato italiano (Bergamo, n. 1750 - Parigi, † 1800)

## Medici(9)
- Lorenzo Bellini, medico, anatomista e poeta italiano (Firenze, n. 1643 - Firenze, † 1703)
- Lorenzo Berzieri, medico italiano (Pellegrino Parmense, n. 1806 - Lucca, † 1888)
- Lorenzo Borri, medico italiano (Firenze, n. 1864 - Forte dei Marmi, † 1923)
- Lorenzo Bruno, medico e politico italiano (Murazzano, n. 1821 - Torino, † 1900)
- Lorenzo Granetti, medico e scrittore italiano (Beinette, n. 1801 - Torino, † 1871)
- Lorenzo Martini, medico, fisiologo e pedagogista italiano (Cambiano, n. 1785 - Torino, † 1844)
- Lorenzo Moretta, medico italiano (Genova, n. 1948)
- Lorenzo Piroddi, medico, nutrizionista e pubblicista italiano (Genova, n. 1911 - † 1999)
- Lorenzo Tenchini, medico italiano (Brescia, n. 1852 - Brescia, † 1906)

## Mercanti(2)
- Lorenzo Benci, mercante, poeta e scrittore italiano
- Lorenzo Casanova, mercante italiano (Genova - Alessandria d'Egitto, † 1870)

## Mezzofondisti(1)
- Lorenzo Lazzari, ex mezzofondista italiano (Bergamo, n. 1974)

## Militari(16)
- Lorenzo Adami, militare italiano (Montelparo, n. 1630 - Fermo, † 1685)
- Lorenzo Bernal del Mercado, militare spagnolo (Cantalapiedra, n. 1530 - Angol, † 1593)
- Lorenzo Bezzi, militare italiano (Tortona, n. 1906 - Mar Mediterraneo, † 1940)
- Lorenzo Cavallo, militare italiano (Vittoria, n. 1846 - Roma, † 1870)
- Lorenzo Cusani, militare italiano (Milano, n. 1864 - Chignolo Po, † 1925)
- Lorenzo D'Avanzo, militare italiano (Roseto Valfortore, n. 1890 - Africa Settentrionale Italiana, † 1940)
- Lorenzo Fava, ufficiale e partigiano italiano (Nocera Inferiore, n. 1919 - Verona, † 1944)
- Lorenzo Gandolfo, militare italiano (Mantova, n. 1878 - La Spezia, † 1916)
- Lorenzo Gennari, militare italiano (Quattro Castella, n. 1921 - Bibbiano, † 1945)
- Lorenzo Lodi, militare e insegnante italiano (Roma, n. 1920 - Roma, † 2008)
- Lorenzo Lorenzetti, militare italiano (Corgnolo di Porpetto, n. 1893 - Barcellona, † 1939)
- Lorenzo Mari, militare italiano (Montevarchi, n. 1766 - Firenze, † 1824)
- Lorenzo Mosca, militare e scultore italiano († 1789)
- Lorenzo Nicola, militare italiano (Piossasco, n. 1917 - Nikitovka, † 1943)
- Lorenzo Prola, militare italiano (Alessandria, n. 1912 - Gundi, † 1938)
- Rinaldo Lorenzi, militare italiano (Rivoli, n. 1913)

## Missionari(3)
- Lorenzo Bessone, missionario e vescovo cattolico italiano (Vigone, n. 1904 - Nkubu, † 1976)
- Lorenzo Bianchi, missionario e vescovo cattolico italiano (Corteno, n. 1899 - Brescia, † 1983)
- Lorenzo Ruiz, missionario e santo filippino (Binondo - Nagasaki, † 1637)

## Monaci cristiani(3)
- Lorenzo da Frazzanò, monaco cristiano e presbitero italiano (Frazzanò, n. 1120 - Frazzanò, † 1162)
- Lorenzo Monaco, monaco cristiano, pittore e miniatore italiano (Siena - Firenze)
- Lorenzo Surio, monaco cristiano, storico e traduttore tedesco (Lubecca, n. 1523 - Colonia, † 1578)

## Mountain biker(1)
- Lorenzo Suding, mountain biker italiano (Dormagen, n. 1986)

## Multiplisti(2)
- Lorenzo Naidon, multiplista italiano (Trento, n. 1999)
- Lorenzo Vecchiutti, multiplista italiano (Udine, n. 1923 - † 2010)

## Musicisti(3)
- Lorenzo Della Fonte, musicista, compositore e scrittore italiano (Sondrio, n. 1960)
- Lorenzo Porzio, musicista e canottiere italiano (Roma, n. 1981)
- Lorenzo Senni, musicista italiano (Cesena, n. 1983)

## Musicologi(1)
- Lorenzo Bianconi, musicologo svizzero (Minusio, n. 1946)

## Nobili(13)
- Lorenzo Acciaiuoli, nobile e militare italiano (n. 1329 - † 1353)
- Lorenzo d'Austria-Este, nobile belga (Boulogne-sur-Seine, n. 1955)
- Lorenzo Attendolo, nobile e condottiero italiano
- Lorenzo Onofrio Colonna, VIII principe di Paliano, nobile italiano (Palermo, n. 1637 - Roma, † 1689)
- Lorenzo Onofrio Colonna, conte dei Marsi, nobile e condottiero italiano (n. 1356 - † 1423)
- Lorenzo Crasso, nobile, letterato e poeta italiano (Napoli, n. 1623 - Napoli, † 1691)
- Lorenzo Ginori Lisci, nobile, politico e imprenditore italiano (Firenze, n. 1823 - Firenze, † 1878)
- Lorenzo di Ilok, nobile e militare croato (n. 1459 - † 1524)
- Lorenzo I Aba, nobile ungherese
- Lorenzo Maggiori, nobile e filantropo italiano (Sant'Elpidio a Mare, n. 1850 - † 1872)
- Lorenzo Malaspina, nobile italiano (Fosdinovo - Fosdinovo, † 1553)
- Costantino Nigra, nobile, filologo e poeta italiano (Villa Castelnuovo, n. 1828 - Rapallo, † 1907)
- Lorenzo Tornabuoni, nobile italiano (Firenze, n. 1468 - Firenze, † 1497)

## Notai(2)
- Lorenzo Violi, notaio e scrittore italiano (Firenze, n. 1465 - Firenze, † 1556)
- Lorenzo Pagni, notaio, politico e diplomatico italiano (Pescia, n. 1490 - Firenze, † 1568)

## Nuotatori(5)
- Lorenzo Cortez, ex nuotatore filippino (Manila, n. 1939)
- Lorenzo Galossi, nuotatore italiano (Roma, n. 2006)
- Lorenzo Marugo, ex nuotatore italiano (Genova, n. 1952)
- Lorenzo Mora, nuotatore italiano (Carpi, n. 1998)
- Lorenzo Zazzeri, nuotatore italiano (Firenze, n. 1994)

## Oculisti(1)
- Lorenzo Bardelli, oculista e politico italiano (Monsummano, n. 1869 - Firenze, † 1942)

## Oncologi(1)
- Lorenzo Tomatis, oncologo e epidemiologo italiano (Sassoferrato, n. 1929 - Lione, † 2007)

## Operai(1)
- Lorenzo Perrone, operaio italiano (Fossano, n. 1904 - Savigliano, † 1952)

## Organari(2)
- Lorenzo da Prato, organaro italiano
- Lorenzo Musante, organaro italiano (Genova - Genova, † 1780)

## Organisti(2)
- Lorenzo Ghielmi, organista, clavicembalista e compositore italiano (Tradate, n. 1959)
- Lorenzo Signorini, organista e compositore italiano (Thiene, n. 1952)

## Ostacolisti(4)
- Lorenzo Perini, ostacolista italiano (Milano, n. 1994)
- Lorenzo Simonelli, ostacolista italiano (Dodoma, n. 2002)
- Lorenzo Torretta, ostacolista, velocista e calciatore italiano (Saronno, n. 1879 - Milano, † 1949)
- Lorenzo Vergani, ostacolista italiano (Milano, n. 1993)

## Ottici(1)
- Lorenzo Selva, ottico italiano (Maniago, n. 1716 - † 1800)

## Pallamanisti(1)
- Lorenzo Nocelli, pallamanista italiano (San Severino Marche, n. 1999)

## Pallanuotisti(7)
- Lorenzo Barillari, pallanuotista italiano (Savona, n. 1988)
- Lorenzo Bianco, pallanuotista italiano (Genova, n. 1995)
- Lorenzo Briganti, pallanuotista italiano (Napoli, n. 1994)
- Lorenzo Bruni, pallanuotista italiano (Prato, n. 1994)
- Lorenzo Gardella, pallanuotista italiano (Genova, n. 1993)
- Lorenzo Vespa, pallanuotista italiano (Roma, n. 1993)
- Lorenzo Vismara, ex pallanuotista e nuotatore italiano (Saronno, n. 1975)

## Pallavolisti(10)
- Lorenzo Bonetti, ex pallavolista italiano (Bergamo, n. 1988)
- Lorenzo Codarin, pallavolista italiano (Palmanova, n. 1996)
- Lorenzo Cortesia, pallavolista italiano (Treviso, n. 1999)
- Lorenzo Gallosti, pallavolista italiano (Trento, n. 1990)
- Lorenzo Gemmi, pallavolista italiano (San Severino Marche, n. 1985)
- Lorenzo Perazzolo, pallavolista italiano (Mantova, n. 1984)
- Lorenzo Sala, pallavolista italiano (Trento, n. 2002)
- Lorenzo Smerilli, pallavolista italiano (San Severino Marche, n. 1987)
- Lorenzo Sperotto, pallavolista italiano (Mirano, n. 1999)
- Lorenzo Tedeschi, ex pallavolista italiano (Sulmona, n. 1968)

## Pallonisti(2)
- Lorenzo Amati, pallonista italiano (Santarcangelo di Romagna, n. 1880 - Roma, † 1963)
- Lorenzo Nidiaci, pallonista italiano (Poggibonsi, n. 1870 - Poggibonsi, † 1947)

## Parolieri(2)
- Lorenzo Raggi, paroliere italiano (Firenze, n. 1948)
- Lorenzo Vizzini, paroliere, compositore e cantautore italiano (Ragusa, n. 1993)

## Pastori protestanti(1)
- Lorenzo Lorraine Langstroth, pastore protestante e inventore statunitense (Filadelfia, n. 1810 - Dayton, † 1895)

## Patriarchi cattolici(3)
- Lorenzo Giustiniani, patriarca cattolico italiano (Venezia, n. 1381 - Venezia, † 1456)
- Lorenzo Passerini, patriarca cattolico italiano (Cortona, n. 1837 - Roma, † 1915)
- Lorenzo Zane, patriarca cattolico italiano (Venezia, n. 1429 - Roma, † 1485)

## Patrioti(3)
- Lorenzo Bucci, patriota italiano (Montecarotto, n. 1819 - Roma, † 1849)
- Lorenzo Carbonari, patriota italiano (Ancona, n. 1823 - Senigallia, † 1890)
- Lorenzo De Conciliis, patriota italiano (Avellino, n. 1776 - † 1866)

## Pattinatori di short track(1)
- Lorenzo Previtali, pattinatore di short track italiano (n. 2005)

## Pesisti(1)
- Lorenzo Del Gatto, pesista italiano (Fermo, n. 1994)

## Pianisti(2)
- Lorenzo Hengeller, pianista, cantautore e compositore italiano (Napoli, n. 1970)
- Lorenzo Materazzo, pianista e musicologo italiano

## Piloti automobilistici(2)
- Lorenzo Bandini, pilota automobilistico italiano (Barca, n. 1935 - Monte Carlo, † 1967)
- Lorenzo Colombo, pilota automobilistico italiano (Legnano, n. 2000)

## Piloti di rally(3)
- Lorenzo Bertelli, pilota di rally italiano (Arezzo, n. 1988)
- Lorenzo Granai, copilota di rally italiano (Siena, n. 1972)
- Loren Serrano, copilota di rally spagnolo (Madrid, n. 1985)

## Piloti motociclistici(12)
- Lorenzo Alfonsi, pilota motociclistico italiano (Sesto Fiorentino, n. 1980)
- Lorenzo Baldassarri, pilota motociclistico italiano (San Severino Marche, n. 1996)
- Lorenzo Baroni, pilota motociclistico italiano (Lugo, n. 1990)
- Lorenzo Dalla Porta, pilota motociclistico italiano (Prato, n. 1997)
- Lorenzo Dobelli, pilota motociclistico italiano
- Lorenzo Gabellini, pilota motociclistico italiano (Rimini, n. 1999)
- Lorenzo Ghiselli, pilota motociclistico italiano (Siena, n. 1953 - Bologna, † 1985)
- Lorenzo Lanzi, pilota motociclistico italiano (Cesena, n. 1981)
- Lorenzo Mariani, pilota motociclistico italiano (Sassocorvaro, n. 1975)
- Lorenzo Petrarca, pilota motociclistico italiano (Sant'Omero, n. 1997)
- Lorenzo Savadori, pilota motociclistico italiano (Cesena, n. 1993)
- Lorenzo Zanetti, pilota motociclistico italiano (Brescia, n. 1987)

## Pittori(48)
- Lorenzo Allegri, pittore italiano († 1527)
- Lorenzo Beci, pittore italiano
- Lorenzo Bedogni, pittore e architetto italiano (Reggio nell'Emilia - Reggio nell'Emilia, † 1670)
- Lorenzo Bianchini, pittore italiano (Udine, n. 1825 - Udine, † 1892)
- Lorenzo Cecchi, pittore e architetto italiano (Capraia e Limite, n. 1864 - Coreglia Antelminelli, † 1940)
- Lorenzo Cecconi, pittore italiano (Roma, n. 1863 - Roma, † 1947)
- Lorenzo Ceregato, pittore italiano (Lonigo, n. 1933 - Bologna, † 2020)
- Baccio Ciarpi, pittore italiano (Barga, n. 1574 - Roma, † 1654)
- Lorenzo Comendich, pittore italiano (Verona, n. 1675 - Milano, † 1720)
- Lorenzo Costa, pittore italiano (Ferrara, n. 1460 - Mantova, † 1535)
- Lorenzo Costa il Giovane, pittore italiano (Mantova, n. 1537 - Mantova, † 1583)
- Lorenzo Cresci, pittore italiano (Firenze, † 1614)
- Lorenzo De Caro, pittore italiano (Napoli, n. 1719 - Napoli, † 1777)
- Lorenzo De Ferrari, pittore italiano (Genova - Genova, † 1744)
- Lorenzo Delleani, pittore italiano (Pollone, n. 1840 - Torino, † 1908)
- Lorenzo Doni, pittore italiano (Assisi, n. 1531 - Assisi)
- Lorenzo Fasolo, pittore italiano (Pavia - Genova, † 1516)
- Lorenzo Favero, pittore, docente e critico d'arte italiano (Brescia, n. 1911 - Brescia, † 1974)
- Lorenzo Feliciati, pittore italiano (Siena, n. 1732 - Siena, † 1799)
- Lorenzo Franchi, pittore italiano (Bologna)
- Lorenzo Garbieri, pittore italiano (Bologna, n. 1580 - Bologna, † 1654)
- Lorenzo Gelati, pittore italiano (Firenze, n. 1824 - Firenze, † 1899)
- Lorenzo Gignous, pittore italiano (Modena, n. 1862 - Porto Ceresio, † 1958)
- Lorenzo Gramiccia, pittore italiano (Cave - Venezia, † 1795)
- Lorenzo Leonbruno, pittore italiano (Mantova, n. 1477 - Mantova, † 1537)
- Lorenzo Lippi, pittore, poeta e scrittore italiano (Firenze, n. 1606 - Firenze, † 1665)
- Lorenzo da Viterbo, pittore italiano
- Lorenzo di Niccolò, pittore italiano (Firenze)
- Lorenzo di Bicci, pittore italiano (Firenze - † 1427)
- Lorenzo di Credi, pittore italiano (Firenze - Firenze, † 1537)
- Lorenzo Lotto, pittore italiano (Venezia, n. 1480 - Loreto)
- Lorenzo Pascale, pittore e scultore italiano (Savigliano)
- Lorenzo Pasinelli, pittore italiano (Bologna, n. 1629 - Bologna, † 1700)
- Lorenzo Peracino, pittore italiano (Cellio, n. 1710 - Cellio, † 1789)
- Lorenzo Peretti Junior, pittore italiano (Buttogno, n. 1871 - Toceno, † 1953)
- Lorenzo Peretti, pittore italiano (Buttogno, n. 1774 - Buttogno, † 1851)
- Lorenzo Sabatini, pittore italiano (Bologna - Roma, † 1576)
- Lorenzo Salimbeni, pittore italiano (San Severino Marche)
- Lorenzo d'Alessandro, pittore italiano (San Severino Marche - San Severino Marche, † 1501)
- Lorenzo Tiepolo, pittore e incisore italiano (Venezia, n. 1736 - Madrid, † 1776)
- Lorenzo Toncini, pittore italiano (Caorso, n. 1802 - Piacenza, † 1884)
- Fratelli Torresani, pittore italiano (Verona)
- Lorenzo Vaiani, pittore italiano (n. 1540 - Firenze, † 1598)
- Vecchietta, pittore, scultore e orafo italiano (Siena, n. 1410 - Siena, † 1480)
- Lorenzo Veneziano, pittore italiano
- Lorenzo Viani, pittore, incisore e scrittore italiano (Viareggio, n. 1882 - Lido di Ostia, † 1936)
- Lorenzo Zacchia, pittore e incisore italiano (n. 1524 - † 1587)
- Lorenzo del Moro, pittore italiano (Firenze, n. 1677 - Firenze, † 1735)

## Poeti(8)
- Lorenzo Calogero, poeta italiano (Melicuccà, n. 1910 - Melicuccà, † 1961)
- Lorenzo Casaburi Urries, poeta italiano (Napoli - ...)
- Lorenzo Costa, poeta italiano (La Spezia, n. 1798 - Genova, † 1861)
- Lorenzo Leporati, poeta e traduttore italiano (Chieti, n. 1966 - Chieti, † 2024)
- Lorenzo Lippi da Colle, poeta e letterato italiano (Colle di Val d'Elsa - Pisa, † 1485)
- Lorenzo Pignotti, poeta e storico italiano (Figline Valdarno, n. 1739 - Pisa, † 1812)
- Lorenzo Spirito Gualtieri, poeta, umanista e militare italiano (Perugia, n. 1426 - Perugia, † 1496)
- Lorenzo Venier, poeta italiano (Venezia, n. 1510 - † 1550)

## Politologi(1)
- Lorenzo Ornaghi, politologo e politico italiano (Villasanta, n. 1948)

## Presbiteri(17)
- Lorenzo Albacete, presbitero, teologo e giornalista statunitense (San Juan, n. 1941 - Chesapeake, † 2014)
- Lorenzo Barziza, presbitero e educatore italiano (n. 1829 - Castiglione delle Stiviere, † 1907)
- Lorenzo Bedeschi, presbitero, partigiano e storico italiano (Villa Prati di Bagnacavallo, n. 1915 - Bologna, † 2006)
- Lorenzo Costa, presbitero e drammaturgo italiano (n. 1856 - 3 giugno, † 1918)
- Lorenzo Crico, presbitero italiano (Noventa di Piave, n. 1764 - Venezia, † 1835)
- Lorenzo Da Ponte, presbitero, poeta e librettista italiano (Ceneda, n. 1749 - New York, † 1838)
- Lorenzo Davidico, presbitero italiano (Castelnovetto, n. 1513 - Vercelli, † 1574)
- Lorenzo Guetti, presbitero e politico italiano (Vigo Lomaso, n. 1847 - Fiavé, † 1898)
- Lorenzo da Brindisi, presbitero, teologo e santo italiano (Brindisi, n. 1559 - Lisbona, † 1619)
- Lorenzo Maria di San Francesco Saverio, presbitero italiano (Roma, n. 1782 - Capranica, † 1856)
- Lorenzo da Villamagna, presbitero italiano (Villamagna, n. 1476 - Ortona, † 1535)
- Lorenzo Milani, presbitero, scrittore e docente italiano (Firenze, n. 1923 - Firenze, † 1967)
- Lorenzo Perosi, presbitero, compositore e direttore di coro italiano (Tortona, n. 1872 - Roma, † 1956)
- Lorenzo Rocci, presbitero, grecista e lessicografo italiano (Fara in Sabina, n. 1864 - Roma, † 1950)
- Lorenzo Scupoli, presbitero, religioso e scrittore italiano (Otranto - Napoli, † 1610)
- Lorenzo Snow, presbitero statunitense (Mantua, n. 1814 - Salt Lake City, † 1901)
- Lorenzo Tomini, presbitero e educatore italiano (Bergamo, n. 1758 - † 1840)

## Principi(3)
- Lorenzo del Belgio, principe belga (Laeken, n. 1963)
- Lorenzo Onofrio Colonna, XI principe di Paliano, principe italiano (Roma, n. 1723 - San Casciano dei Bagni, † 1779)
- Lorenzo di Werle, principe (n. 1339 - † 1393)

## Procuratori sportivi(1)
- Lorenzo Marronaro, procuratore sportivo e ex calciatore italiano (Roma, n. 1961)

## Produttori cinematografici(4)
- Lorenzo Mieli, produttore cinematografico, imprenditore e produttore televisivo italiano (Roma, n. 1973)
- Lorenzo Minoli, produttore cinematografico e attore italiano (Torino, n. 1951)
- Lorenzo Pegoraro, produttore cinematografico italiano (Mestre, n. 1907 - Ficulle, † 2003)
- Lorenzo di Bonaventura, produttore cinematografico statunitense (New York, n. 1957)

## Produttori discografici(1)
- Low Kidd, produttore discografico italiano (Milano, n. 1989)

## Profumieri(1)
- Lorenzo Villoresi, profumiere e imprenditore italiano (Firenze, n. 1956)

## Psichiatri(1)
- Lorenzo Ellero, psichiatra e politico italiano (Treviso, n. 1856 - Ghiffa, † 1923)

## Pubblicitari(1)
- Lorenzo Marini, pubblicitario, scrittore e artista italiano (Monselice, n. 1958)

## Pugili(3)
- Lorenzo Aragón, ex pugile cubano (Santa Isabel de las Lajas, n. 1974)
- Lorenzo Sotomayor, pugile cubano (L'Avana, n. 1985)
- Lorenzo Zanon, ex pugile italiano (Novedrate, n. 1951)

## Rapper(3)
- Irol, rapper sammarinese (Città di San Marino, n. 1993)
- MC Ren, rapper statunitense (Compton, n. 1969)
- Papa V, rapper italiano (n. 2001)

## Registi(6)
- Lorenzo Borghini, regista, sceneggiatore e produttore cinematografico italiano (Firenze, n. 1988)
- Lorenzo Garzella, regista, sceneggiatore e produttore cinematografico italiano (Pisa, n. 1972)
- Lorenzo Onorati, regista e produttore cinematografico italiano (Roma, n. 1947)
- Lorenzo Salveti, regista, pedagogo e drammaturgo italiano (Napoli, n. 1949)
- Lorenzo Vigas, regista, sceneggiatore e produttore cinematografico venezuelano (Mérida, n. 1967)
- Lorenzo Vignolo, regista italiano (Chiavari, n. 1973)

## Religiosi(6)
- Lorenzo Isnardi, religioso, insegnante e storico italiano (Savona, n. 1802 - Genova, † 1863)
- Lorenzo da Ripafratta, religioso italiano (Ripafratta - Pistoia, † 1456)
- Lorenzo del Portogallo, religioso e missionario portoghese
- Lorenzo Lusitano, religioso portoghese (Belém)
- Lorenzo di Durham, religioso e poeta inglese (Waltham - Francia, † 1154)
- Lorenzo de San Nicolas, religioso e architetto spagnolo (Madrid, n. 1593 - Madrid, † 1679)

## Rugbisti a 15(7)
- Lorenzo Cannone, rugbista a 15 italiano (Firenze, n. 2001)
- Lorenzo Cittadini, ex rugbista a 15 e allenatore di rugby a 15 italiano (Bergamo, n. 1982)
- Lawrence Dallaglio, ex rugbista a 15 e dirigente sportivo britannico (Londra, n. 1972)
- Lorenzo Giovanchelli, rugbista a 15 italiano (Prato, n. 1986)
- Lorenzo Pani, rugbista a 15 italiano (Firenze, n. 2002)
- Lorenzo Romano, rugbista a 15 italiano (Bagno a Ripoli, n. 1989)
- Lorenzo Sebastiani, rugbista a 15 italiano (L'Aquila, n. 1988 - L'Aquila, † 2009)

## Saggisti(2)
- Lorenzo Pellizzari, saggista e critico cinematografico italiano (Milano, n. 1938 - Milano, † 2016)
- Lorenzo Ventavoli, saggista, critico cinematografico e storico del cinema italiano (Torino, n. 1932)

## Scacchisti(1)
- Lorenzo Lodici, scacchista italiano (Brescia, n. 2000)

## Sceneggiatori(6)
- Lorenzo Bianchini, sceneggiatore e regista cinematografico italiano (Udine, n. 1968)
- Lorenzo Calza, sceneggiatore italiano (Piacenza, n. 1970)
- Lorenzo Coltellacci, sceneggiatore italiano (Roma, n. 1992)
- Lorenzo Favella, sceneggiatore e scrittore italiano (Reggio Emilia, n. 1965)
- Lorenzo Gicca Palli, sceneggiatore e regista italiano (Roma, n. 1929 - Roma, † 1997)
- Lorenzo Semple Jr., sceneggiatore e drammaturgo statunitense (New York, n. 1923 - Los Angeles, † 2014)

## Scenografi(2)
- Lorenzo Baraldi, scenografo, costumista e produttore cinematografico italiano (Parma, n. 1940)
- Lorenzo D'Ambrosio, scenografo italiano (Aiello del Sabato, n. 1952 - † 2012)

## Schermidori(2)
- Lorenzo Buzzi, schermidore italiano (Casale Monferrato, n. 1994)
- Lorenzo Nista, schermidore italiano (Livorno, n. 1993)

## Scialpinisti(1)
- Lorenzo Holzknecht, scialpinista italiano (Sondalo, n. 1984 - Rhêmes-Notre-Dame, † 2023)

## Sciatori alpini(2)
- Lorenzo Cancian, ex sciatore alpino italiano (Sarre, n. 1958)
- Lorenzo Moschini, ex sciatore alpino italiano (n. 1997)

## Scienziati(1)
- Lorenzo Magalotti, scienziato, letterato e diplomatico italiano (Roma, n. 1637 - Firenze, † 1712)

## Scrittori(16)
- Lorenzo Amurri, scrittore e musicista italiano (Roma, n. 1971 - Roma, † 2016)
- Lorenzo Bersezio, scrittore italiano (Milano, n. 1954)
- Lorenzo Carcaterra, scrittore statunitense (New York, n. 1954)
- Lorenzo De Luca, scrittore e sceneggiatore italiano (Roma, n. 1966)
- Lorenzo Ercoliani, scrittore italiano (Carpenedolo, n. 1806 - Carpenedolo, † 1866)
- Lorenzo Franchi, scrittore e giornalista italiano (Verona, n. 1920 - Verona, † 2004)
- Lorenzo Hammarsköld, scrittore svedese (Tuna, n. 1785 - Stoccolma, † 1827)
- Lorenzo Licalzi, scrittore italiano (Genova, n. 1956)
- Lorenzo Marone, scrittore italiano (Napoli, n. 1974)
- Lorenzo Mediano, scrittore spagnolo (Saragozza, n. 1959)
- Lorenzo Montano, scrittore e poeta italiano (Verona, n. 1893 - Les Planches, † 1958)
- Lorenzo Pavolini, scrittore italiano (Roma, n. 1964)
- Lorenzo Ruggi, scrittore, saggista e commediografo italiano (Bologna, n. 1883 - Bologna, † 1972)
- Lorenzo Silva, scrittore spagnolo (Madrid, n. 1966)
- Lorenzo di Filippo Strozzi, scrittore e politico italiano (Firenze, n. 1482 - † 1549)
- Lorenzo Vigo-Fazio, scrittore italiano (Riposto, n. 1897 - Catania, † 1986)

## Scultori(19)
- Lorenzo Bartolini, scultore italiano (Savignano, n. 1777 - Firenze, † 1850)
- Lorenzo Bregno, scultore italiano (Osteno - Venezia, † 1523)
- Lorenzo Coullaut Valera, scultore e illustratore spagnolo (Marchena, n. 1876 - Madrid, † 1932)
- Lorenzo Cozza, scultore italiano (Orvieto, n. 1877 - Roma, † 1965)
- Lorenzo Ferri, scultore e educatore italiano (Mercato Saraceno, n. 1902 - Roma, † 1975)
- Lorenzo di Mariano, scultore italiano (Siena, n. 1476 - Siena, † 1534)
- Lorenzo Garaventa, scultore italiano (Genova, n. 1913 - Genova, † 1998)
- Lorenzo Ghiberti, scultore, orafo e architetto italiano (Pelago, n. 1378 - Firenze, † 1455)
- Lorenzo Gori, scultore italiano (Livorno, n. 1842 - Livorno, † 1923)
- Lorenzo Guerrini, scultore italiano (Milano, n. 1914 - Roma, † 2002)
- Lorenzo di Tebaldo, scultore italiano
- Lorenzo Lotti, scultore, orafo e architetto italiano (Firenze, n. 1490 - Roma, † 1541)
- Lorenzo Maitani, scultore e architetto italiano (Siena - Orvieto, † 1330)
- Lorenzo Mattielli, scultore italiano (Vicenza, n. 1687 - Dresda, † 1748)
- Lorenzo Nencini, scultore italiano (Firenze, n. 1806 - Firenze, † 1854)
- Lorenzo Orengo, scultore italiano (Genova, n. 1838 - Genova, † 1909)
- Lorenzo Ottoni, scultore italiano (Roma, n. 1648 - Roma, † 1736)
- Lorenzo Vaccaro, scultore, architetto e pittore italiano (Napoli, n. 1655 - Torre del Greco, † 1706)
- Lorenzo Vela, scultore svizzero (Ligornetto, n. 1812 - Milano, † 1897)

## Sindacalisti(1)
- Lorenzo Parodi, sindacalista e politico italiano (Genova, n. 1926 - Genova, † 2011)

## Snowboarder(2)
- Lorenzo Gennero, snowboarder italiano (Torino, n. 1997)
- Lorenzo Sommariva, snowboarder italiano (Genova, n. 1993)

## Sociologi(1)
- Lorenzo Barbera, sociologo italiano (Partinico, n. 1936)

## Sollevatori(1)
- Lorry Orsini, ex sollevatore australiano (n. 1959)

## Sovrani(2)
- Lorenzo Cybo, sovrano italiano (Sampierdarena, n. 1500 - Pisa, † 1549)
- Lorenzo de' Medici, duca di Urbino, sovrano italiano (Firenze, n. 1492 - Firenze, † 1519)

## Stilisti(1)
- Lorenzo Riva, stilista italiano (Monza, n. 1938 - Monza, † 2023)

## Storici(9)
- Lorenzo Baratter, storico e ex politico italiano (Rovereto, n. 1973)
- Lorenzo Boturini Bernaducci, storico, antiquario e etnologo italiano (Sondrio, n. 1698 - Madrid, † 1749)
- Lorenzo Braccesi, storico italiano (n. 1941)
- Lorenzo Coleschi, storico e bibliotecario italiano (Sansepolcro, n. 1823 - Sansepolcro, † 1897)
- Lorenzo Cuccu, storico, critico cinematografico e scrittore italiano (Trento, n. 1940)
- Lorenzo Kamel, storico e saggista italiano (Roma, n. 1980)
- Lorenzo de Monacis, storico e diplomatico italiano (Venezia, n. 1351 - Creta, † 1428)
- Lorenzo Pignoria, storico, antiquario e archeologo italiano (Padova, n. 1571 - † 1631)
- Lorenzo Tacchella, storico e scrittore italiano (Ronco Scrivia, n. 1922 - Pietrabissara, † 2008)

## Storici dell'arte(1)
- Lorenzo Canova, storico dell'arte e critico d'arte italiano (Roma, n. 1967)

## Tastieristi(1)
- Larry Dunn, tastierista, produttore discografico e scrittore statunitense (Denver, n. 1953)

## Tennistavolisti(1)
- Lorenzo Nannoni, tennistavolista italiano (San Giovanni Valdarno, n. 1968)

## Tennisti(4)
- Lorenzo Giustino, tennista italiano (Napoli, n. 1991)
- Lorenzo Manta, ex tennista svizzero (Winterthur, n. 1974)
- Lorenzo Musetti, tennista italiano (Carrara, n. 2002)
- Lorenzo Sonego, tennista italiano (Torino, n. 1995)

## Tenori(1)
- Lorenzo Salvi, tenore italiano (Ancona, n. 1810 - Bologna, † 1879)

## Terroristi(1)
- Lorenzo Carpi, terrorista italiano (n. 1954)

## Tipografi(3)
- Lorenzo Pasquato, tipografo e editore italiano (Padova, n. 1523 - Venezia)
- Lorenzo Torrentino, tipografo e umanista olandese (Gemert, n. 1499 - Firenze, † 1563)
- Lorenzo Alopa, tipografo italiano (Venezia)

## Truccatori(1)
- Lorenzo Tamburini, truccatore italiano (Rovereto, n. 1977)

## Tuffatori(1)
- Lorenzo Marsaglia, tuffatore italiano (Roma, n. 1996)

## Ultramaratoneti(1)
- Lorenzo Trincheri, ultramaratoneta italiano (Imperia, n. 1970)

## Umanisti(3)
- Lorenzo Gambara, umanista italiano (Brescia, n. 1495 - † 1585)
- Lorenzo Ramírez de Prado, umanista, politico e scrittore spagnolo (Zafra, n. 1583 - Parigi, † 1658)
- Lorenzo Valla, umanista, filologo classico e scrittore italiano (Roma, n. 1407 - Roma, † 1457)

## Velocisti(4)
- Lorenzo Benati, velocista italiano (Roma, n. 2002)
- Lorenzo Patta, velocista italiano (Oristano, n. 2000)
- Lorenzo Valentini, velocista italiano (Rieti, n. 1991)
- Lorenzo Wright, velocista e lunghista statunitense (Detroit, n. 1926 - Detroit, † 1972)

## Vescovi(5)
- Lorenzo, vescovo romano
- Lorenzo di Canterbury, vescovo e santo britannico (Canterbury, † 619)
- Lorenzo di Novara, vescovo e santo italiano
- Lorenzo di Bisanzio, vescovo romano († 166)
- Lorenzo Maiorano, vescovo e santo italiano (Costantinopoli - Siponto, † 545)

## Vescovi cattolici(16)
- Lorenzo Azzolini, vescovo cattolico italiano (Fermo, n. 1583 - Narni, † 1633)
- Lorenzo Bellomi, vescovo cattolico italiano (Santa Lucia Extra, n. 1929 - Verona, † 1996)
- Lorenzo Campeggi, vescovo cattolico e diplomatico italiano (Bologna, n. 1574 - Madrid, † 1639)
- Lorenzo Campeggi, vescovo cattolico italiano (Bologna, n. 1547 - Ferrara, † 1585)
- Lorenzo Chiarinelli, vescovo cattolico italiano (Concerviano, n. 1935 - Rieti, † 2020)
- Lorenzo Da Ponte, vescovo cattolico italiano (Venezia, n. 1695 - Ceneda, † 1768)
- Lorenzo Delponte, vescovo cattolico italiano (Castelnuovo Belbo, n. 1865 - † 1942)
- Lorenzo Gioeni, vescovo cattolico italiano (Palermo, n. 1678 - Agrigento, † 1754)
- Lorenzo Laureti, vescovo cattolico italiano (n. 1534 - † 1598)
- Lorenzo Lenzi, vescovo cattolico, diplomatico e letterato italiano (Firenze, n. 1516 - Macerata, † 1571)
- Lorenzo Leuzzi, vescovo cattolico e medico italiano (Trani, n. 1955)
- Lorenzo Loppa, vescovo cattolico italiano (Segni, n. 1947)
- Lorenzo Mayers Caramuel, vescovo cattolico spagnolo (Madrid, n. 1617 - Gaeta, † 1683)
- Lorenzo Roverella, vescovo cattolico italiano (Rovigo - Toscana, † 1474)
- Lorenzo Tartagni, vescovo cattolico italiano (Forlì, n. 1666 - Forlì, † 1752)
- Lorenzo Tramalli, vescovo cattolico e diplomatico italiano (Portovenere, n. 1577 - Napoli, † 1649)

## Veterinari(1)
- Lorenzo Rusio, veterinario italiano (Roma, n. 1288 - † 1347)

## Violoncellisti(1)
- Lorenzo de Paolis, violoncellista, compositore e direttore d'orchestra italiano (Napoli, n. 1890 - Venegono Superiore, † 1965)

## Youtuber(1)
- Favij, youtuber italiano (Torino, n. 1995)

## Senza attività specificata(5)
- Lorenzo Betassa, brigatista italiano (Torino, n. 1952 - Genova, † 1980)
- Lorenzo Mannozzi Torini, italiano (Terranuova Bracciolini, n. 1908 - Firenze, † 1995)
- Lorenzo de' Medici, italiano (Firenze, n. 1599 - Firenze, † 1648)
- Lorenzo Odone, statunitense (Washington, n. 1978 - Washington, † 2008)
- Lorenzo Suárez de Mendoza, spagnolo (Guadalajara - Città del Messico, † 1583)